# José Raúl Mulino

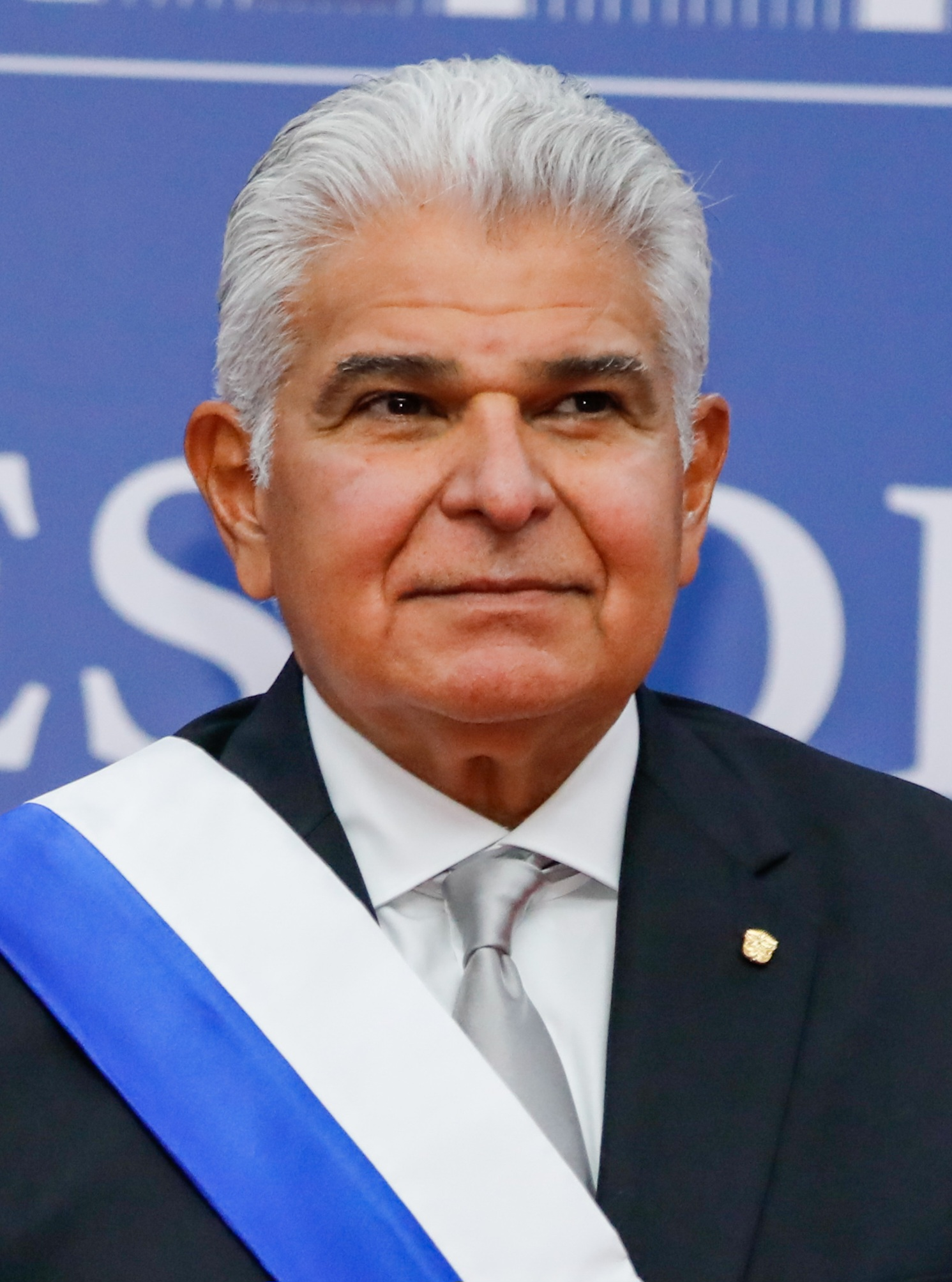
José Raúl Mulino (2024)

José Raúl Mulino Quintero (* 13. Juni 1959 in David) ist ein panamaischer Politiker, Diplomat und Jurist, der seit 2024 als 39. Präsident des Landes amtiert. Er kandidierte bei den panamaischen Wahlen 2024 für das Amt des Präsidenten, das er mit 34 % der Stimmen als Kandidat der Realizing Goals und als Ersatz für den ehemaligen Präsidenten Ricardo Martinelli gewann.

## Leben
Mulino wurde am 13. Juni 1959 in David als Sohn eines Gouverneurs und einer Geschäftsfrau geboren. Sein Bruder José Javier Mulino arbeitet als Diplomat.

## Karriere
Mulino studierte Rechts- und Politikwissenschaften an der Universidad Santa Maria La Antigua und Seerecht an der Tulane University. Von 2009 bis 2010 war er Minister für Regierung und Justiz und von 2010 bis 2014 Minister für öffentliche Sicherheit, beides in der Regierung von Präsident Ricardo Martinelli. Er war stellvertretender Minister (1990–1993) und Minister für Außenbeziehungen (1993–1994) in der Regierung von Präsident Guillermo Endara. Von 1994 bis 1995 war er Mitglied des Nationalen Rates für Auswärtige Beziehungen und stellvertretender Richter der Zivilkammer des Obersten Gerichtshofs.
Mulino war Martinellis Vizepräsidentschaftskandidat bei den Wahlen 2024; nachdem Martinelli aufgrund von Korruptionsskandalen von der Kandidatur ausgeschlossen worden war, unterstützte er Mulino.